# 潮岬
33°25′59″N 135°45′45″E / 33.43306°N 135.76250°E

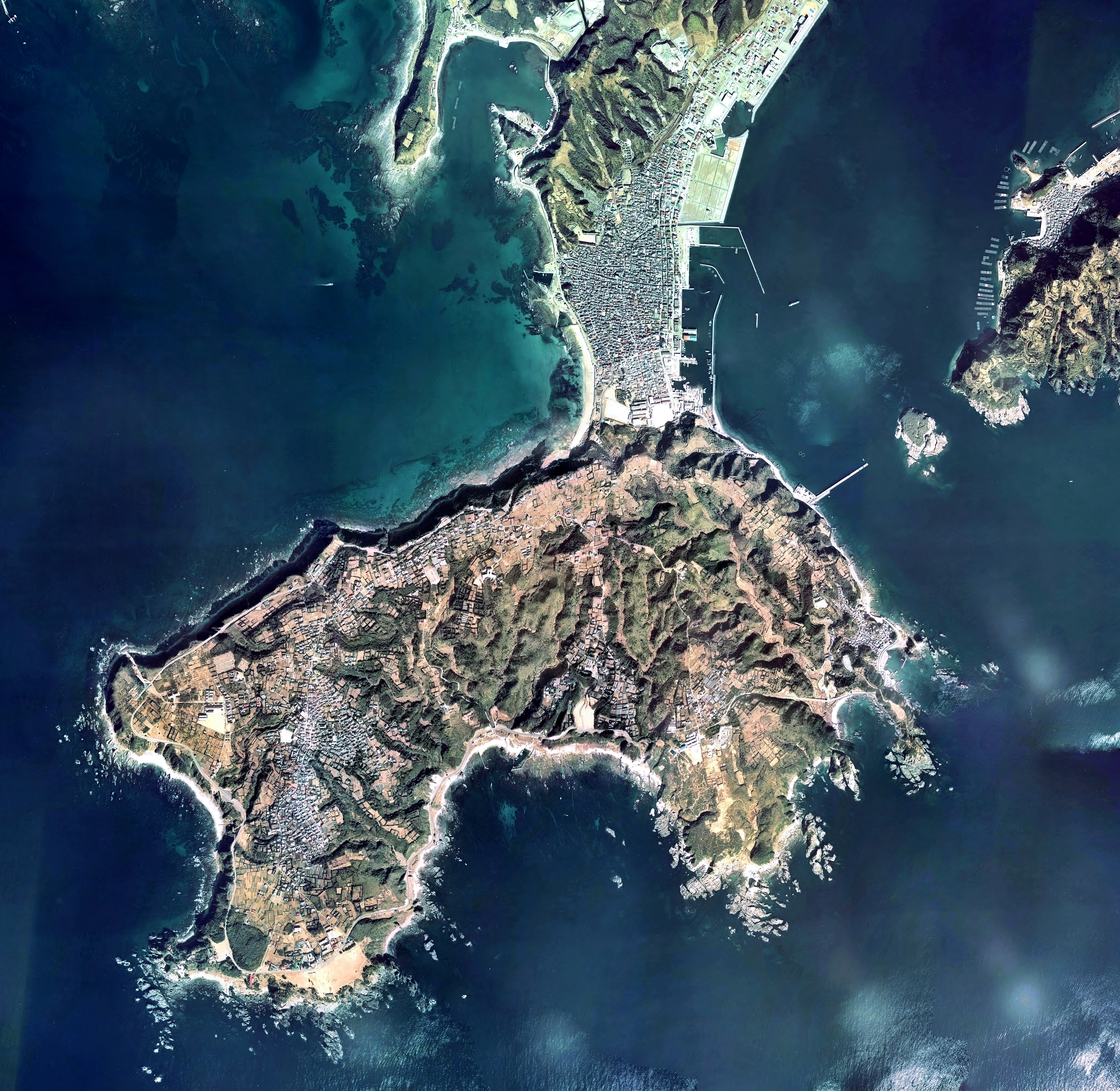
潮岬

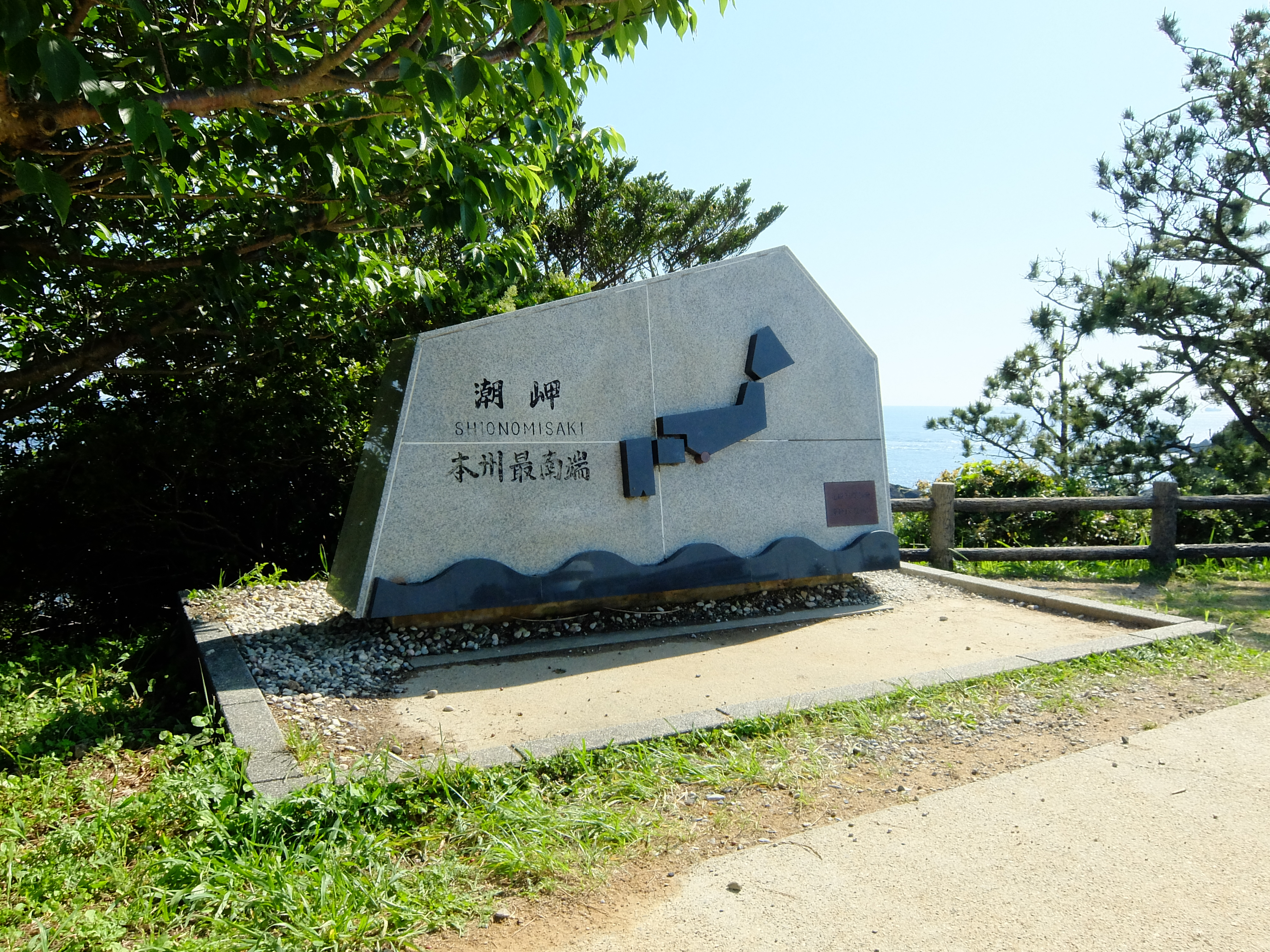
潮岬的石碑

潮岬（日语：しおのみさき）是指位於日本和歌山縣串本町，面向太平洋的海岬。本州最南端的海岬。這里因常有台风通過或登陸，被稱為台风銀座。例如，1959年伊勢灣颱風從潮岬附近經過。